# Persone di cognome Song
| Questa pagina contiene informazioni ricavate automaticamente dalle voci biografiche con l'ausilio del template Bio e di un bot. L'aggiornamento è periodico e automatico e ricostruisce completamente la pagina. Se manca una persona in questa lista, sei pregato di non aggiungerla, ma accertati piuttosto che la sua voce biografica contenga il template Bio e che i dati anagrafici siano correttamente compilati. Se il template Bio manca, inseriscilo tu stesso o, in alternativa, metti l'avviso {{tmp\|Bio}} che ne segnala la mancanza. Se i dati riportati sono sbagliati, correggi direttamente la voce biografica; le modifiche saranno visibili in questa lista entro pochi giorni. Per chiarimenti vedi il progetto antroponimi. La lista contiene solo le 63 persone che sono citate nell'enciclopedia e per le quali è stato implementato correttamente il template Bio. Pagina aggiornata al 7 ago 2025. |

Questa è una lista di persone presenti nell'enciclopedia che hanno il cognome Song, suddivise per attività principale.

## Allenatori di pallacanestro(1)
- Song Junfu, allenatore di pallacanestro cinese (Shaoxing, n. 1897 - Pechino, † 1977)

## Astronauti(1)
- Song Lingdong, astronauta cinese (Heze, n. 1990)

## Attori(6)
- Song Jae-rim, attore e modello sudcoreano (Seul, n. 1985 - Seul, † 2024)
- Song Joong-ki, attore sudcoreano (Daejeon, n. 1985)
- Song Kang, attore sudcoreano (Corea del Sud, n. 1994)
- Song Kang-ho, attore sudcoreano (Gimhae, n. 1967)
- Song Weilong, attore e modello cinese (Dalian, n. 1999)
- Kang Doo, attore, cantante e bassista sudcoreano (n. 1979)

## Attrici(6)
- Brenda Song, attrice, doppiatrice e produttrice televisiva statunitense (Carmichael, n. 1988)
- Song Chunli, attrice cinese (Jizhou, n. 1951)
- Song Hye-kyo, attrice sudcoreana (Daegu, n. 1981)
- Song Hye-rim, attrice nordcoreana (Changnyeong, n. 1937 - Mosca, † 2002)
- Song Seon-mi, attrice sudcoreana (Busan, n. 1974)
- Song Yoon-ah, attrice sudcoreana (Seul, n. 1973)

## Biatlete(1)
- Song Chaoqing, ex biatleta cinese (Baishan, n. 1991)

## Briganti(1)
- Song Jiang, brigante cinese

## Calciatori(12)
- Song Boxuan, calciatore cinese (Tientsin, n. 1989)
- Song Bum-keun, calciatore sudcoreano (Seongnam, n. 1997)
- Song Chong-gug, ex calciatore sudcoreano (Pusan, n. 1979)
- Song Jin-hyung, ex calciatore sudcoreano (Seul, n. 1987)
- Song Ju-hun, calciatore sudcoreano (Gumi, n. 1994)
- Song Ju-seok, ex calciatore sudcoreano (Gangneung, n. 1967)
- Song Jung-hyun, ex calciatore sudcoreano (Daegu, n. 1976)
- Song Lianyong, ex calciatore cinese (Tientsin, n. 1965)
- Song Min-kyu, calciatore sudcoreano (Nonsan, n. 1999)
- Song Ui-young, calciatore sudcoreano (Incheon, n. 1993)
- Song Yoo-geol, ex calciatore sudcoreano (Pusan, n. 1985)
- Song Zhenyu, calciatore cinese (Dalian, n. 1981)

## Calciatrici(1)
- Song Duan, calciatrice cinese (Dalian, n. 1995)

## Cantanti(3)
- Song Ji-eun, cantante e attrice sudcoreana (Seul, n. 1990)
- Victoria Song, cantante, ballerina e attrice cinese (Qingdao, n. 1987)
- Sonim, cantante giapponese (Prefettura di Kōchi, n. 1983)

## Cestiste(5)
- Song Geum-sun, ex cestista sudcoreana (n. 1956)
- Song Gyeong-won, ex cestista sudcoreana (Kyung Nam, n. 1969)
- Song Liwei, ex cestista cinese (n. 1985)
- Song Xiaobo, ex cestista cinese (Pechino, n. 1958)
- Song Xiaoyun, ex cestista cinese (Anshan, n. 1982)

## Cestisti(3)
- Song Gyo-chang, cestista sudcoreano (Yongin, n. 1996)
- Song Ligang, ex cestista cinese (n. 1967)
- Song Tao, ex cestista cinese (Jimo, n. 1965)

## Dirigenti sportivi(1)
- Song Lihui, dirigente sportivo, allenatore di calcio e ex calciatore cinese (Shenyang, n. 1974)

## Discobole(1)
- Song Aimin, discobola cinese (Hengshui, n. 1978)

## First lady(1)
- Song Meiling, first lady cinese (Shanghai, n. 1898 - New York, † 2003)

## Generali(1)
- Song Shilun, generale cinese (Liling, n. 1907 - Shanghai, † 1991)

## Judoka(1)
- Song Dae-nam, judoka sudcoreano (Yongin, n. 1979)

## Magistrati(1)
- Song Sang-hyun, giudice sudcoreano (n. 1941)

## Medici(1)
- Song Ci, medico, magistrato e scienziato cinese (Jianyang, n. 1186 - † 1249)

## Musicisti(1)
- Devon Song, musicista, cantante e compositore taiwanese (Taiwan, n. 1980)

## Pallanuotisti(1)
- Song Weigang, ex pallanuotista cinese (n. 1958)

## Pallavolisti(1)
- Song Myung-geun, pallavolista sudcoreano (Cheonan, n. 1993)

## Pattinatori artistici su ghiaccio(1)
- Song Nan, ex pattinatore artistico su ghiaccio cinese (Qiqihar, n. 1990)

## Pattinatori di short track(2)
- Song Jae-geun, ex pattinatore di short track sudcoreano (n. 1974)
- Song Suk-woo, ex pattinatore di short track sudcoreano (n. 1983)

## Politiche(1)
- Song Qingling, politica cinese (Shanghai, n. 1893 - Pechino, † 1981)

## Politici(1)
- Song Renqiong, politico e generale cinese (Liuyang, n. 1909 - Pechino, † 2005)

## Pugili(1)
- Song Soon-chun, pugile sudcoreano (Icheon, n. 1934 - † 2019)

## Rapper(1)
- Mino, rapper, cantautore e produttore discografico sudcoreano (Yongin, n. 1992)

## Registe(1)
- Celine Song, regista, sceneggiatrice e drammaturga sudcoreana (Seul, n. 1988)

## Rivoluzionari(1)
- Song Jiaoren, rivoluzionario cinese (Taoyuan, n. 1882 - Shanghai, † 1913)

## Schermitrici(1)
- Song Se-ra, schermitrice sudcoreana (Contea di Geumsan, n. 1993)

## Storici(1)
- Song Lian, storico e politico cinese (n. 1310 - † 1381)

## Tennisti(1)
- Song Min-kyu, tennista sudcoreano (Yongin, n. 1990)

## Senza attività specificata(1)
- Song Byung-gu, videogiocatore sudcoreano (Pohang, n. 1988)